# 胡摩窪淳志

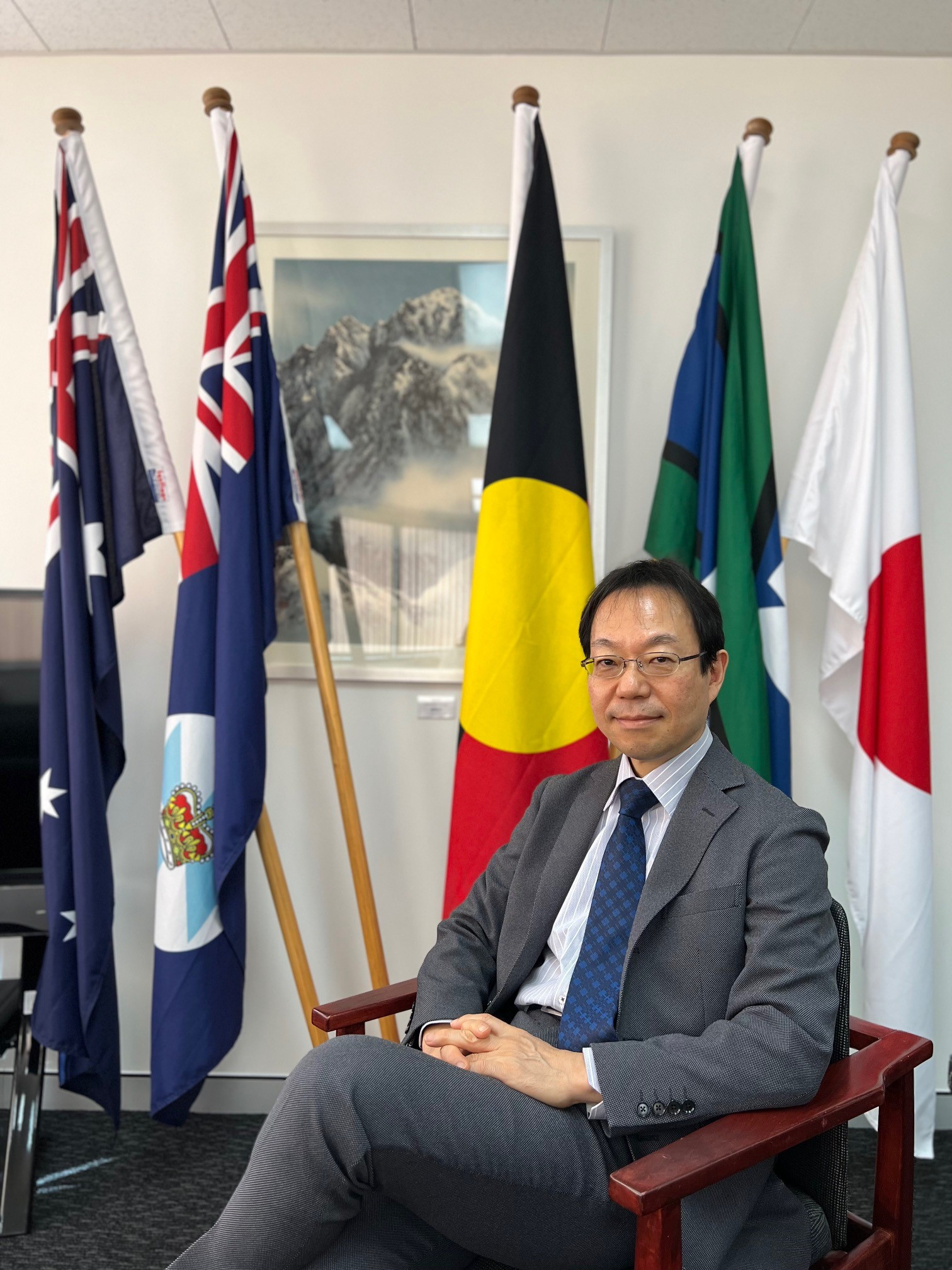
在ブリズベン日本国総領事館ウェブページより（令和6年2月）

胡摩窪 淳志（ごまくぼ じゅんじ、1963年〈昭和38年〉6月3日 - ）は、鹿児島県出身の日本の外交官。
外務省大臣官房在外公館課現地職員管理官、内閣府大臣官房企画調整課野口英世アフリカ賞担当室長などを経て、2023年3月から在ブリズベン総領事を務める。

## 略歴
- 1988年　外務省専門職員採用試験合格
- 1989年3月　鹿児島大学大学院法学研究科修士修了
- 1989年4月　外務省入省
- 2004年8月　在イラク日本国大使館 二等書記官
- 2005年4月　在イラク日本国大使館 一等書記官
- 2005年12月　経済局経済連携課アジア太平洋経済協力室 課長補佐
- 2007年12月　国際協力局総合計画課 課長補佐
- 2009年7月　国際協力局開発協力総括課開発協力企画室 課長補佐
- 2009年10月　独立行政法人国際交流基金パリ日本文化会館事務局長
- 2012年6月　在フランス日本国大使館 一等書記官
- 2014年5月　在マルセイユ日本国総領事館 首席領事[2]
- 2016年10月　在マダガスカル日本国大使館 一等書記官
- 2017年1月　在モーリシャス日本国大使館 一等書記官
- 2020年5月　大臣官房在外公館課 課長補佐
- 2020年6月　大臣官房在外公館課現地職員管理官
- 2021年12月　内閣府大臣官房企画調整課野口英世アフリカ賞担当室長
- 2023年3月　外務省在ブリズベン日本国総領事館 総領事